# Скринніков Семен Омелянович
Семен Омелянович Скринніков (Скринников) (16 вересня 1898, слобода Слоновка Новооскольського повіту Курської губернії, тепер Новооскольського району Бєлгородської області, Російська Федерація — 22 січня 1969, місто Москва) — радянський державний діяч, народний комісар заготівель СРСР. Член Центральної Ревізійної Комісії ВКП(б) у березні 1939 — лютому 1941 року. Депутат Верховної ради Російської РФСР 1-го скликання.

## Життєпис
Народився в родині селянина-середняка. У 1913 році закінчив показове однокласне училище в слободі Слоновці Новооскольського повіту Курської губернії.
З серпня 1914 по травень 1916 року — пакувальник у торговому товаристві торгівлі мануфактурними товарами «Соколов і Жмудський» в місті Харкові. У 1916 році закінчив вечірні торговельні курси Харківської торговельної школи.
У травні 1916 — березні 1917 року — практикант Спілки споживчих товариств Півдня Росії в місті Харкові.
У березні 1917 — лютому 1918 року — завідувач текстильного відділу Спілки споживчих товариств в місті Охтирці Харківської губернії.
Член РСДРП(б) з листопада 1917 року.
У лютому — серпні 1918 року — завідувач Слоновського волосного відділу народної освіти Новооскольського повіту Курської губернії. У 1918 році вступив до комсомолу.
У серпні 1918 — квітні 1919 року — секретар Новооскольського повітового комітету РКП(б) Курської губернії.
У квітні 1919 — травні 1920 року — в Червоній армії: інструктор політичного відділу 13-ї армії; інспектор політичного відділу, начальник відділення партійного будівництва, помічник начальника політичного відділу 3-ї стрілецької дивізії 13-ї армії Південного фронту.
У травні — грудні 1920 року — завідувач Новооскольського повітового відділу народної освіти Курської губернії.
У грудні 1920 — червні 1921 року — голова губернської ради професійно-технічної освіти Курського губернського відділу народної освіти.
У червні 1921 — травні 1922 року — секретар Хмільницького повітового комітету КП(б)У Подільської губернії.
У травні 1922 — грудні 1923 року — завідувач Новооскольської контори Курської губернської спілки споживчих товариств.
У грудні 1923 — вересні 1925 року — голова правління Бєлгородської спілки споживчих товариств Курської губернії.
У вересні 1925 — жовтні 1926 року — голова правління Рильської спілки споживчих товариств Курської губернії.
У жовтні 1926 — лютому 1928 року — заступник голови правління Курської губернської спілки споживчих товариств.
У лютому 1928 — жовтні 1929 року — голова правління Курської губернської Спілки сільськогосподарської кредитної кооперації.
У жовтні 1929 — січні 1930 року — член правління Центральночорноземної обласної Спілки колгоспників (Колгоспспілки) в місті Воронежі.
У січні 1930 — серпні 1931 року — слухач Академії постачання імені Сталіна в Москві.
У серпні 1931 — 1934 року — помічник завідувача відділ розподілу адміністративно-господарських та профспілкових кадрів ЦК ВКП(б).
У 1934 — вересні 1937 року — завідувач сектора харчової промисловості Планово-фінансово-торгового відділу ЦК ВКП(б); завідувач сектора Промислового відділу ЦК ВКП(б).
У вересні — грудні 1937 року — заступник завідувача Промислового відділу ЦК ВКП(б).
У листопаді 1937 — 5 травня 1938 року — заступник народного комісара харчової промисловості СРСР.
5 травня 1938 — 24 травня 1939 року — народний комісар заготівель СРСР. Знятий з посади «як такий, що не впорався з роботою».
У 1939 — грудні 1941 року — директор тютюнової фабрики «Дукат» в місті Москві.
У грудні 1941 — грудні 1943 року — директор Свердловської тютюнової фабрики в місті Свердловську.
У грудні 1943 — липні 1946 року — начальник Головного управління по заготівлях, первинній обробці та ферментації тютюново-махорочної сировини «Головтютюнсировини» Народного комісаріату харчової промисловості СРСР.
У липні 1946 — січні 1949 року — начальник Головного управління по заготівлях, первинній обробці та ферментації тютюново-махорочної сировини «Головтютюнсировини» Міністерства смакової промисловості СРСР.
У січні 1949 — березні 1953 року — заступник начальника Головного управління тютюнової промисловості «Головтютюн» Міністерства харчової промисловості СРСР. У березні — серпні 1953 року — заступник начальника Головного управління тютюнової промисловості «Головтютюн» Міністерства легкої і харчової промисловості СРСР. У серпні 1953 — серпні 1956 року — заступник начальника Головного управління тютюнової промисловості «Головтютюн» Міністерства промисловості продовольчих товарів СРСР.
У серпні 1956 — червні 1957 року — заступник начальника Головного управління тютюнової та чайної промисловості Міністерства промисловості продовольчих товарів РРФСР.
З червня 1957 року — персональний пенсіонер союзного значення в Москві.
Помер 22 січня 1969 року в Москві. Похований в колумбарії Новодівочого цвинтару Москви.

## Нагороди
- орден «Знак Пошани»
- медалі